# Flavia Tumusiime
Flavia Tumusiime là một nữ diễn viên, người dẫn chương trình phát thanh và truyền hình, nghệ sĩ lồng tiếng, MC và tác giả người Uganda. Cô dẫn một chương trình phát thanh giữa buổi sáng (AM-PM Show) trên đài phát thanh FM 91.3 ở Kampala, là đồng sáng lập của Morning @ NTV trên NTV Uganda, nơi cô cũng đóng vai trò dẫn chương trình tin tức của NTV Tonight và VJ cho Channel O. Cô đóng vai Kamali Tenywa (vai chính) trong bộ phim truyền hình của Nana Kagga, Beneath The Lies - The Series từ năm 2014 đến năm 2016 và đã đồng tổ chức Cuộc thi bóng đá Guinness.

## Cuộc sống và giáo dục ban đầu
Tumusiime sinh năm 1989 tại Kampala và là con duy nhất của Enoch Tumusiime và Christine Asiimwe. Cô theo học trường St Theresa Kisubi cho trường tiểu học, sau đó gia nhập trường trung học Kitante Hill cho cả cấp độ "O" và "A". Sau đó, cô theo học trường kinh doanh trường đại học Makerere từ nơi cô tốt nghiệp với bằng cử nhân kinh doanh quốc tế.

## Truyền hình
Tamusiime là một người dẫn chương trình truyền hình kể từ khi cô còn nhỏ. Cô bắt đầu dẫn chương trình trên câu lạc bộ tuổi teen của WBS TV, một chương trình cô đã làm với các thiếu niên khác trong bốn năm. Từ năm 2010 đến năm 2012, cô dẫn chương trình K-files, một chương trình khác trên WBS TV. Từ năm 2011, cô đã dẫn chương trình thử thách bóng đá Guinness. Nó đã được phát sóng trên NTV (Uganda) và ITV & KTN (Kenya). Trong cùng thời gian đó, cô đã là VJ trên Channel O. Cô cũng là người dẫn chương trình cho Big Brother Africa vào năm 2012.